# Alex Þór Hauksson
Alex Þór Hauksson (26 novembre 1999) è un calciatore islandese, centrocampista del KR Reykjavík.

## Caratteristiche tecniche
È un mediano.

## Carriera

### Club
Ha giocato nella prima divisione islandese e nella seconda divisione svedese.

### Nazionale
Ha esordito in nazionale maggiore nel 2019.
Nel 2021 ha partecipato agli Europei Under-21.

## Palmarès

### Club

#### Competizioni nazionali
- Coppa d'Islanda: 1

Stjarnan: 2018
- Supercoppa d'Islanda: 1

Stjarnan: 2019